# Abdurraman Fangaj
Abdurraman Fangaj (Scutari, 12 ottobre 1997) è un calciatore albanese, difensore dell'Egnatia.

## Carriera

### Club
Cresciuto nelle giovanili del Vllaznia, ha debuttato con la maglia del Tërbuni Pukë nella massima serie albanese nel 2016.

### Nazionale
Debutta con la maglia della nazionale albanese Under-21 il 23 marzo 2018 nella partita valida per le qualificazioni all'Europeo 2019, persa per 2 a 3 contro la Slovacchia Under-21.

## Statistiche

### Presenze e reti nei club
Statistiche aggiornate al 5 dicembre 2024.
| Stagione        | Squadra         | Campionato      | Campionato | Campionato | Coppe nazionali | Coppe nazionali | Coppe nazionali | Coppe continentali | Coppe continentali | Coppe continentali | Altre coppe | Altre coppe | Altre coppe | Totale | Totale |
| Stagione        | Squadra         | Comp            | Pres       | Reti       | Comp            | Pres            | Reti            | Comp               | Pres               | Reti               | Comp        | Pres        | Reti        | Pres   | Reti   |
| --------------- | --------------- | --------------- | ---------- | ---------- | --------------- | --------------- | --------------- | ------------------ | ------------------ | ------------------ | ----------- | ----------- | ----------- | ------ | ------ |
| gen.-giu. 2016  | Tërbuni Pukë    | KS              | 14         | 0          | CA              | 0               | 0               | -                  | -                  | -                  | -           | -           | -           | 14     | 0      |
| 2016-2017       | Laçi            | KS              | 12         | 0          | CA              | 3               | 0               | -                  | -                  | -                  | -           | -           | -           | 15     | 0      |
| 2017-2018       | Laçi            | KS              | 33         | 0          | CA              | 6               | 1               | -                  | -                  | -                  | -           | -           | -           | 39     | 1      |
| 2018-2019       | Laçi            | KS              | 28         | 3          | CA              | 4               | 0               | UEL                | 3                  | 0                  | SA          | 1           | 0           | 36     | 3      |
| 2019-2020       | Laçi            | KS              | 29         | 0          | CA              | 3               | 1               | UEL                | 2                  | 0                  | -           | -           | -           | 34     | 1      |
| Totale Laçi     | Totale Laçi     | Totale Laçi     | 102        | 3          |                 | 16              | 2               |                    | 5                  | 0                  |             | 1           | 0           | 124    | 5      |
| 2020-2021       | Vllaznia        | KS              | 0          | 0          | CA              | 0               | 0               | -                  | -                  | -                  | -           | -           | -           | 0      | 0      |
| 2021-2022       | Vllaznia        | KS              | 9          | 0          | CA              | 6               | 0               | UECL               | 4                  | 0                  | SA          | 0           | 0           | 19     | 0      |
| Totale Vllaznia | Totale Vllaznia | Totale Vllaznia | 9          | 0          |                 | 6               | 0               |                    | 4                  | 0                  |             | -           | -           | 19     | 0      |
| 2022-2023       | Egnatia         | KS              | 33         | 0          | CA              | 5               | 0               | -                  | -                  | -                  | -           | -           | -           | 38     | 0      |
| 2023-2024       | Egnatia         | KS              | 34+2       | 0          | CA              | 6               | 0               | UECL               | 2                  | 0                  | SA          | 1           | 0           | 45     | 0      |
| 2024-2025       | Egnatia         | KS              | 13         | 1          | CA              | 0               | 0               | UCL+UECL           | 2+2                | 0                  | SA          | 0           | 0           | 17     | 1      |
| Totale Egnatia  | Totale Egnatia  | Totale Egnatia  | 80+2       | 1+0        |                 | 11              | 0               |                    | 6                  | 0                  |             | 1           | 0           | 100    | 1      |
| Totale carriera | Totale carriera | Totale carriera | 205+2      | 4+0        |                 | 33              | 2               |                    | 15                 | 0                  |             | 2           | 0           | 257    | 6      |

### Cronologia presenze e reti in nazionale
| Cronologia completa delle presenze e delle reti in nazionale ― Albania under 21 | Cronologia completa delle presenze e delle reti in nazionale ― Albania under 21 | Cronologia completa delle presenze e delle reti in nazionale ― Albania under 21 | Cronologia completa delle presenze e delle reti in nazionale ― Albania under 21 | Cronologia completa delle presenze e delle reti in nazionale ― Albania under 21 | Cronologia completa delle presenze e delle reti in nazionale ― Albania under 21 | Cronologia completa delle presenze e delle reti in nazionale ― Albania under 21 | Cronologia completa delle presenze e delle reti in nazionale ― Albania under 21 |
| Data                                                                            | Città                                                                           | In casa                                                                         | Risultato                                                                       | Ospiti                                                                          | Competizione                                                                    | Reti                                                                            | Note                                                                            |
| ------------------------------------------------------------------------------- | ------------------------------------------------------------------------------- | ------------------------------------------------------------------------------- | ------------------------------------------------------------------------------- | ------------------------------------------------------------------------------- | ------------------------------------------------------------------------------- | ------------------------------------------------------------------------------- | ------------------------------------------------------------------------------- |
| 23-3-2018                                                                       | Tirana                                                                          | Albania under 21                                                                | 2 – 3                                                                           | Slovacchia under 21                                                             | Qual. Europeo Under-21 2019                                                     | -                                                                               | 51’ 63’                                                                         |
| Totale                                                                          |                                                                                 | Presenze                                                                        | 1                                                                               |                                                                                 | Reti                                                                            | 0                                                                               |                                                                                 |

## Palmarès

### Club

#### Competizioni nazionali
- Coppa d'Albania: 4

Vllaznia: 2020-2021, 2021-2022
Egnatia: 2022-2023, 2023-2024
- Campionato albanese: 2

Egnatia: 2023-2024, 2024-2025
- Supercoppa d'Albania: 1

Egnatia: 2024